# Ayn Dara
Ayn Dara (tiếng Ả Rập: عين دره) là một Syria làng ở quận Al-Tall của Rif Dimashq. Theo Cục Thống kê Trung ương Syria (CBS), Ayn Dara có dân số 63 người trong cuộc điều tra dân số năm 2004.